# Фессалиотида
Фессалиотида — один из четырёх округов, на которые была разделена древняя Фессалия. Остальными были Пеласгиотида, Гистиеотида и Фтиотида. Фессалиотида соответствовала центральной равнине Фессалии и верхнему течению реки Пеней, названной так потому, что она была сначала занята фессалийскими завоевателями из Эпира. Его крупными городами были: Фарсал (самый важный), Пиресии, Филл, Метрополия, Кирий ,Эвгидрий и Тетидий.